# كوزنيتسوف
كوزنتسوف (بالروسية: Кузнецов) للذكور وكوزنتسوفا (Кузнецова) للإناث، هو اسم عائلة روسي، وهو ثالث أكثر اسم عائلة أو لقب روسي شيوعا. وهو ما يعادل باللغة الإنجليزية اسم «سميث» (smith) وهو مشتق من الكلمة الروسية كوزنتس (بالروسية: Кузнец) والتي تعني حداد.

## الرجال

### مشاهير وفنانين
- ألكسندر كوزنتسوف
- أناتولي بوريسوفيتش كوزنتسوف (1930-2014)، ممثل سوفيتي / روسي
- أناتولي فاسيليفيتش كوزنتسوف (1929-1979)، كاتب سوفيتي ومؤلف كتاب بابي يا
- كوزنتسوف، عازف منفرد روسي مع طاقم الكسندروف
- إيفان سيرجيفيتش كوزنتسوف (1867-1942)،  مهندس معماري روسي
- ميخائيل كوزنتسوف (1918-1986)، ممثل سوفيتي
- نيكولاي دميترييفيتش كوزنتسوف (1850-1929)، رسام صور شخصية أوكراني
- بافل فارفولومفيتش كوزنتسوف (1878-1968)، رسام روسي
- سيرجي كوزنتسوف (مواليد 1966)، كاتب روسي
- آندي كوسنيتزوف (مواليد 1970)، شخصية تلفزيونية وإذاعية أرجنتينية.

### في الرياضة
- أليكس كوزنتسوف (مواليد 1987) ، لاعب تنس أمريكي أوكراني
- أليكسي كوزنتسوف
- أندريه كوزنتسوف (مواليد 1991)، لاعب تنس روسي
- أرتور كوزنتسوف (مواليد 1972)، لاعب كرة قدم روسي
- أرتور كوزنتسوف (مواليد 1995)، لاعب كرة قدم أوكراني
- ديمتري كوزنتسوف (مواليد 1965)، مدرب كرة قدم ولاعب سابق
- ديمتري أناتوليفيتش كوزنتسوف (مواليد 1972)، لاعب كرة قدم روسي معتزل
- يفجيني كوزنتسوف (مواليد 1992)، لاعب هوكي روسي
- مكسيم كوزنتسوف (مواليد 1977)، لاعب هوكي روسي
- ميخائيل كوزنتسوف (مواليد 1988)،  متزلج روسي
- ميخائيل كوزنتسوف، (مواليد 1971)، رياضي ثلاثي كازاخستاني.
- أوليه كوزنتسوف (مواليد 1963)، لاعب كرة قدم ومدرب أوكراني
- بافل كوزنتسوف، (مواليد 1961)، لاعب رياضة رفع الأثقال روسي
- سيارهيي كوزنتسوف (مواليد 1979)، لاعب كرة قدم بيلاروسي
- سيرهي كوزنتسوف (مواليد 1982)، لاعب كرة قدم أوكراني
- فاسيلي كوزنتسوف (1932-2001)، عداء سوفيتي
- فاسيلي كوزنتسوف (مواليد 1978)، لاعب كرة قدم روسي
- فيكتور كوزنيتسوف (مواليد 1986)، رياضي أوكراني
- فيكتور كوزنتسوف (مواليد 1949)، لاعب كرة قدم دولي سوفيتي
- فيكتور كوزنتسوف (مواليد 1961)، سباح في سباحة الظهر سوفيتي
- فيتالي كوزنتسوف (مواليد 1986)، لاعب كرة قدم روسي
- فيتالي كوزنتسوف (1941-2011)، لاعب جودو سوفييتي

### في السياسة
- أليكسي كوزنتسوف (1905-1950)، سياسي سوفيتي
- إدوارد كوزنتسوف (مواليد 1939)، منشق سوفيتي يهودي وناشط في مجال حقوق الإنسان
- فاسيلي كوزنتسوف (1901-1990)، سياسي سوفيتي
- فياتشيسلاف نيكولايفيتش كوزنتسوف (مواليد 1947)، سياسي بيلاروسي

### في العسكرية
- فيودور كوزنتسوف (1898-1961)، قائد العسكري السوفيتي
- نيكولاي جيراسيموفيتش كوزنتسوف (1904-1974)، أميرال أسطول الاتحاد السوفيتي
- نيكولاي إيفانوفيتش كوزنتسوف (1911-1944)، عميل استخبارات سوفييتي وأحد مقاتلي المقاومة الشعبية
- فاسيلي كوزنتسوف (1894–1964)، قائد العسكري وبطل سوفيتي
- يوري فيكتوروفيتش كوزنتسوف (1946-2020)، قائد عسكري وبطل سوفيتي

### في العلوم والهندسة
- الكسندر كوزنتسوف (مواليد 1973)، عالم رياضيات روسي
- نيكولاي دميترييفيتش كوزنتسوف (1911-1995)، مهندس طيران سوفيتي ورئيس مكتب تصميم كوزنتسوف
- نيكولاي ياكوفليفيتش كوزنتسوف (1873-1948)، عالم حشرات روسي وعالم أحفوريات وعالم فيزيولوجيا
- نيكولاي ف. كوزنتسوف (مواليد 1979)، عالم روسي، متخصص في الديناميات اللاخطية ونظرية التحكم
- يوري أ. كوزنتسوف، عالم رياضيات روسي أمريكي

### في مجلات أخرى
- بوريس كوزنتسوف (مواليد 1944)، محامي روسي
- بيوتر كوزنتسوف (مواليد 1964)، زعيم ديني روسي

## النساء
- آنا كوزنتسوفا (مواليد 1982)، ناشطة روسية في مجال حقوق الإنسان
- جالينا كوزنتسوفا (مواليد 1960)، لاعبة كرة طائرة بارالمبية أوكرانية
- ليوبوف كوزنتسوفا (مواليد 1928)، خطاطة ومصممة خطوط روسية
- ماريا كوزنتسوفا (مواليد 1991)، عازفة كمان روسية
- ماريا نيكولاييفنا كوزنتسوفا (1880-1966)، مغنية وراقصة أوبرا روسية
- ناتاليا كوزنتسوفا (مواليد 1991) ، لاعبة رياضة رفع الأثقال وكمال الأجسام روسية
- أولغا كوزنتسوفا (مواليد 1967)، عداءة روسية للمسافات المتوسطة
- سفيتلانا كوزنتسوفا (مواليد 1985)، لاعبة تنس روسية
- تاتيانا كوزنتسوفا (1941-2018) ، رائدة فضاء سابقة سوفيتية
- يلينا كوزنتسوفا (مواليد 1977) ، عداءة سباق المشي كازاخستانية
- إيفجينيا كوزنتسوفا (مواليد 1980) ، لاعبة جمباز أولمبية سابقة مثلت روسيا ثم بلغاريا.